# Szőc
Szőc là một thị trấn thuộc hạt Veszprém, Hungary. Thị trấn này có diện tích 7,55 km², dân số năm 2010 là 434 người, mật độ 57 người/km².